# Конрад VIII Младший
Конрад VIII Младший (1395/1400 — 5 сентября 1444/8 февраля 1447) — князь Олесницкий, Козленский, Бытомский и Сцинавский (1416—1427, с братьями), Сцинавский (1427—1444/1447), рыцарь Тевтонского ордена с 1416 года.

## Биография
Представитель силезской линии польской династии Пястов. Младший (пятый) сын Конрада III Старого (1354/1359 — 1412), князя олесницкого (1403—1412), и Гуты, чьей происхождение неизвестно.
Конрад VIII, будучи самым младшим из сыновей Конрада III, не мог рассчитывать на политическую карьеру в маленьком Олесницком княжестве. Во времена политической раздробленности Польши и огромного количества членов династии Пястов церковная карьера была самым простым способом получить возможность влиять на судьбу Силезии путем получения престижных (и выгодных) церковных санов. Старший из пяти братьев, Конрад IV Старший, был пробстом вроцлавского кафедрального капитула, в 1417 году получил сан епископа вроцлавского, а Конрад VI Декан в 1414 году стал деканом вроцлавского соборного капитула.
Но Конрад VIII Младший не пошел по стопам старших братьев. В 1416 году он вступил в ряды Тевтонского ордена. Возможно, он принял это решение по совету своего брата, Конрада VII Белого, который учился у крестоносцев рыцарскому ремеслу и на их стороне участвовал в 1410 году в битве под Грюнвальдом. Во время торжественного возложения монашеских обетов в Мальборкском замке Конрада VIII сопровождали его братья. Тогда в обмен на кредит в размере 3 000 коп пражских грошей князья Конрад IV Старший, Конрад V Кацкий и Конрад VII Белый заключили с великим магистром Тевтонского ордена Михаэлем Кюхмайстером фон Штернбером договор, направленный против Польши и Литвы. Князья Олесницкие обязывались оказывать помощь Тевтонскому ордену во время войны с польским королем Владиславом Ягелло и великим князем литовским Витовтом.
В 1425—1429 годах Конрад Младший занимал должность прокуратора в Гардаве. Затем в 1429—1433 годах он исполнял обязанности прокуратора ордена в Лохштедте. Его наивысшей должностью в ордене была должность провинциального комтура Чехии и Моравии.
Конрад VIII Младший, несмотря на принятие монашеского сана, не отказался от княжеской власти в Силезии. В 1416 году во время раздела отцовских владений братья решили по факту не делить их и управлять совместно. После смерти Конрада VI Декана в 1427 году они формально разделили свои владения, фактически по-прежнему управляя ими совместно. Конрад V Кацкий получил в единоличное правление Олесницу, Конрад VII Белый получил Козле и половину Бытома, а Конрад VIII Младший, оставаясь рыцарем Тевтонского ордена, формально стал единоличным правителем половины Сцинавского княжества с городами Сцинавой и Рудней. С тех пор он именовался князем Сцинавским.
Во время Гуситских войн в 1431 году Конрад VIII Младший помогал старшему брату Конраду VII Белому в попытке выбить гуситов из Гливице, но в 1435 году он присоединился к коалиции силезских князей и городов, которые заключили соглашение с чешскими гуситами, чтобы сохранить свои владения.
Конрад VIII Младший умер 5 сентября 1444 года (по другим данным 8 февраля 1447 года). Принадлежащую ему половину Сцинавского княжества унаследовал Конрад VII Белый, последний оставшийся в живых из братьев.